# 四处游走
《四处游走》（平文式罗马字：Aruku Araundo，是“Walk Around”的日式发音），又名《A Look Around》，是日本摇滚乐团鱼韵2010年的一首歌曲，由主唱山口一郎作词、作曲。2010年1月6日，《四处游走》一曲首是先小范围地在数字音乐下载服务商平台推出数字格式专辑后，再于1月13日以CD形式广泛发售，成为鱼韵乐队的第二张单曲唱片。该曲于2010年3月17日收录在专辑唱片《汽空域》中。本曲的MV于夜间在千叶的幕张展览馆录制，正如曲名那样四处游走，以山口一郎进出展览馆的行走为影评中心，以他边跑跳行走边唱歌中推动场面变化，同时MV中将一些歌词具体化成物体，行走带来的镜头角度的转变并利用错视将每个歌词从拆散的部分组合成整体，通过此来呈现歌词，MV中也利用了初期动画的形式展现歌词和动态的走动。
《四处游走》对不同时代舞曲的糅合、作词上体现出的内省和本身的诗意获得了乐评界的广泛好评。特别的是，该歌曲的MV也得到了称赞，在2010年第14届日本新媒体动漫艺术节娱乐板块上赢得了优秀奖，以及在2010年度SPACE SHOWER MUSIC AWARDS上获得年度最佳音乐影片奖，并获本唱片协会的金唱片认定。本曲对鱼韵而言也是商业上的一个成功，一度在日本Oricon公信榜上排行前五之内。

## 创作背景与发展
成立于北海道札幌市的鱼韵乐队，札幌成为了他们最初的创作中心，并在那里发行了两张专辑。考虑到进一步激发乐队的音乐潜能，他们在2009年春来到了东京，在当年的1月29日，他们在东京发行了首张专辑《新白》（《Shin-shiro》），也就是在这录制《新白》时，乐队团体们寻得了一个新的创作方式，山口一郎要求乐队的其他成员应独立地创作，而不要像团队那样合作进行。以《Sen to Rei》和《Native Dancer》两首主打歌引领下，乐队在商业上获得了成功，在Oricon周榜上曾排到第8位。鱼韵并因此在当年的多个日本夏季音乐节上登台表演，包括了ROCK IN JAPAN FESTIVAL和RISING SUN ROCK FESTIVAL。
《新白》发行后的2009年2月14日，鱼韵开启了帶有纪念性质的日本全国巡回演出：“Sakanaquarium 2009: Shinshiro”（『SAKANAQUARIUM 2009“シンシロ”』），在结束全国巡回演出后山口一郎便立刻开始了《四处游走》的创作。山口一郎曾表示也他对这《新白》最终销量止于三万这一数字而失望.，为此山口一郎意识到鱼韵需要一首具有识别性、有鲜明特征的歌曲，并因此而改变听众们对他们乐队的看法。山口一郎也感受到能令听众觉得能代表一个乐队的歌曲一定要是纪实类型的，于是山口一郎在结束《新白》的演出后将自己的感情融入了创作。也是在此时他才觉得东京才是他现在的家。乐队为了扩大受众面，在乐曲中将更强的现代流行音乐要素和80年代舞曲元素和60年代的民俗音乐要素融合其中，并兼有了电子（Electro）和摇滚乐元素。将电子舞曲与摇滚相结合的这一做法也是山口一郎与也是乐队的电子琴师岡崎英美为乐队构创立一个基本约定。随后他们在各大夏季音乐节上使用被当作实验品的这首歌来参演，来测试一下听人群的反应，并根据听众们的反馈在原歌的基础上做一些修改。

## 推广和发布
鱼韵的这首新曲《四处游走》在2009年10月28被外界报道，在同年11月30日FM东京电台的SCHOOL OF LOCK!节目首播后，该歌开始于12月早期经由电台向日本全国放送，并引起了广泛的响应。同时《四处游走》也在日本户外运动品牌kissmark的电视广告中被使用，为这首歌赚到一定人气。2010年1月17日鱼韵乐队登上日本全国FM放送协议会的“au ONAIR MUSIC CHART”现场直播节目平台。此外《四处游走》还在Groove Coaster、 Bemani系列的动感弹珠等音乐游戏中登场。
2009年12月2日，《四处游走》推出可供下载的手机铃声格式，其完整版本在2010年1月6日在RecoChoku和iTunes平台推出先行数字音乐下载格式的版本，接着在1月13日由胜利娱乐推出范围更广的CD单曲形式。之后在1月30日有《四处游走》的租借盘（レンタルCD）开始出售。

## 专辑封面
专辑封面由Hatos团队设计，前专辑《Night Fishing》也是由他们设计的。山口一郎希望Hatos这次的封面设计带有“日本文学的迷幻（Psychedelia）感”。封面呈现的是乐队贝斯手草刈爱美的头部、仿佛是1980年代风格鲜艳的色调、印有《四处游走》歌词的蓝色（ ）覆盖了该女性的面容。
在专辑封面设计上附有歌词是山口一郎不曾想到的，因著作权的问题，专辑封面不能发布在杂志与网络上，所以又乐队不得不发布了没有歌词并附带因缺少歌词而致歉的特绘封面。

## 音乐影片

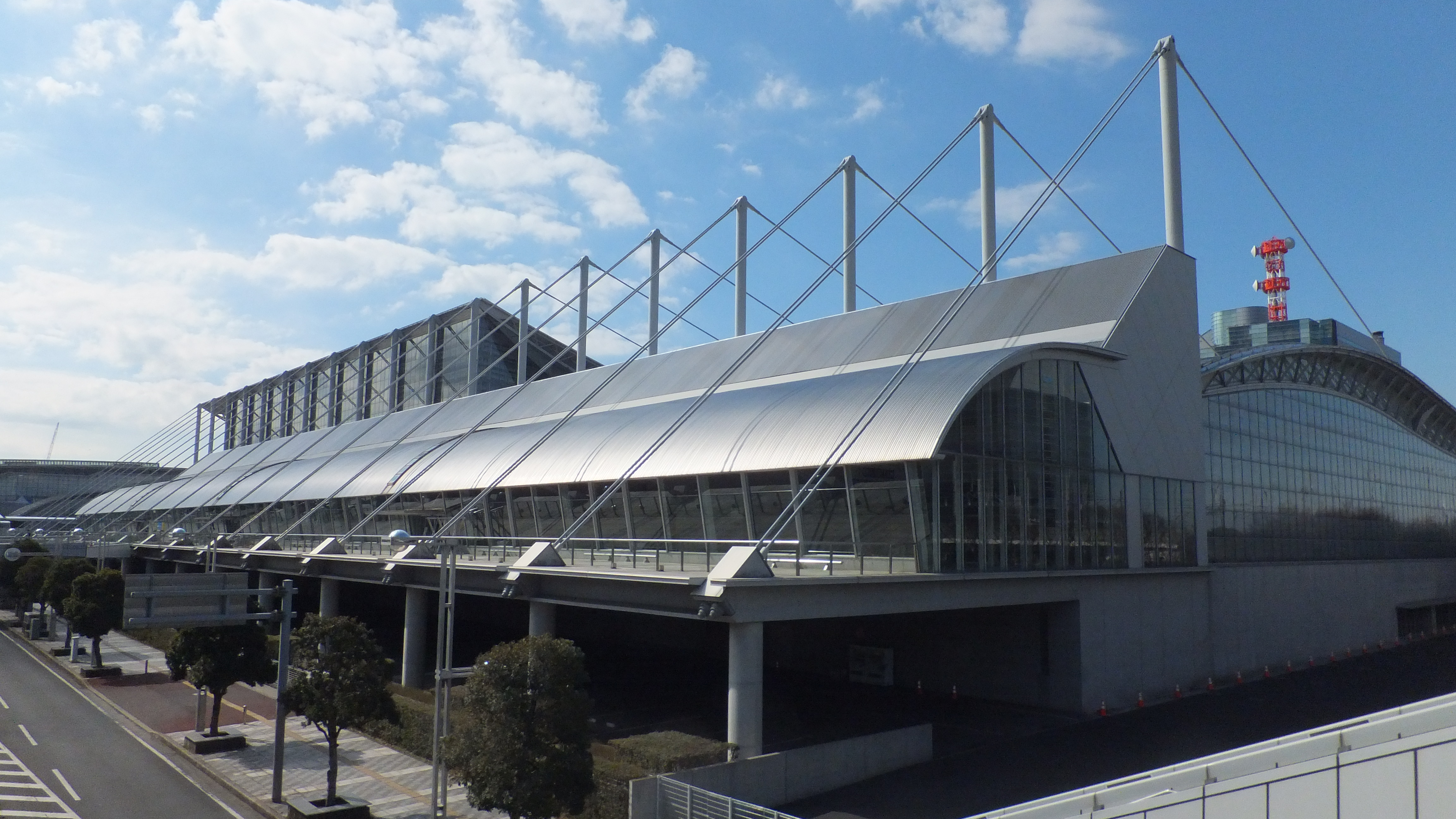
影片拍摄地幕张展览馆外景及周边环境（2012年年）

《四处游走》的音乐影片由关和亮执导，影片和人物的艺术设计全由北泽“momo”寿志负责完成。音乐影片是夜间使用佳能 EOS 5D Mark II在千叶的幕张展览馆拍摄的。影片中山口一郎一边行走或跑跳一边唱歌的方式进出于展览馆。MV中将一些歌词印刷体化、具体化。行走带来的镜头角度的转变通过利用错视将每个歌词从拆散的部分组合成成整体，通过此来呈现歌词。在MV中乐队的其他成员也有登场，他们通过快速翻页、电脑荧屏、鱼缸和传送带等多种手段呈现出歌词。
听后关和亮想制作一部音乐影片来更好展现歌词，并注意到歌词都完全是日语。于是在一次与乐队访谈中他专门谈到将歌曲的歌词视觉化，并提出使用他曾了解到的一镜到底拍摄手法。除开山口一郎的要求展现夜与暗两个元素外，乐队完全放手让关和亮去做。。

## 评价

### 音乐评论家的评价
《四处游走》获得了日本国内多数音乐评论家的好评。音乐杂志《CD Journal》给了这首歌一颗五角星，认为这是一首“刹拉间的快乐感、深厚的思虑和足以'沉醉倒下'的曲调共存的”乐曲。